# 뿌리공원

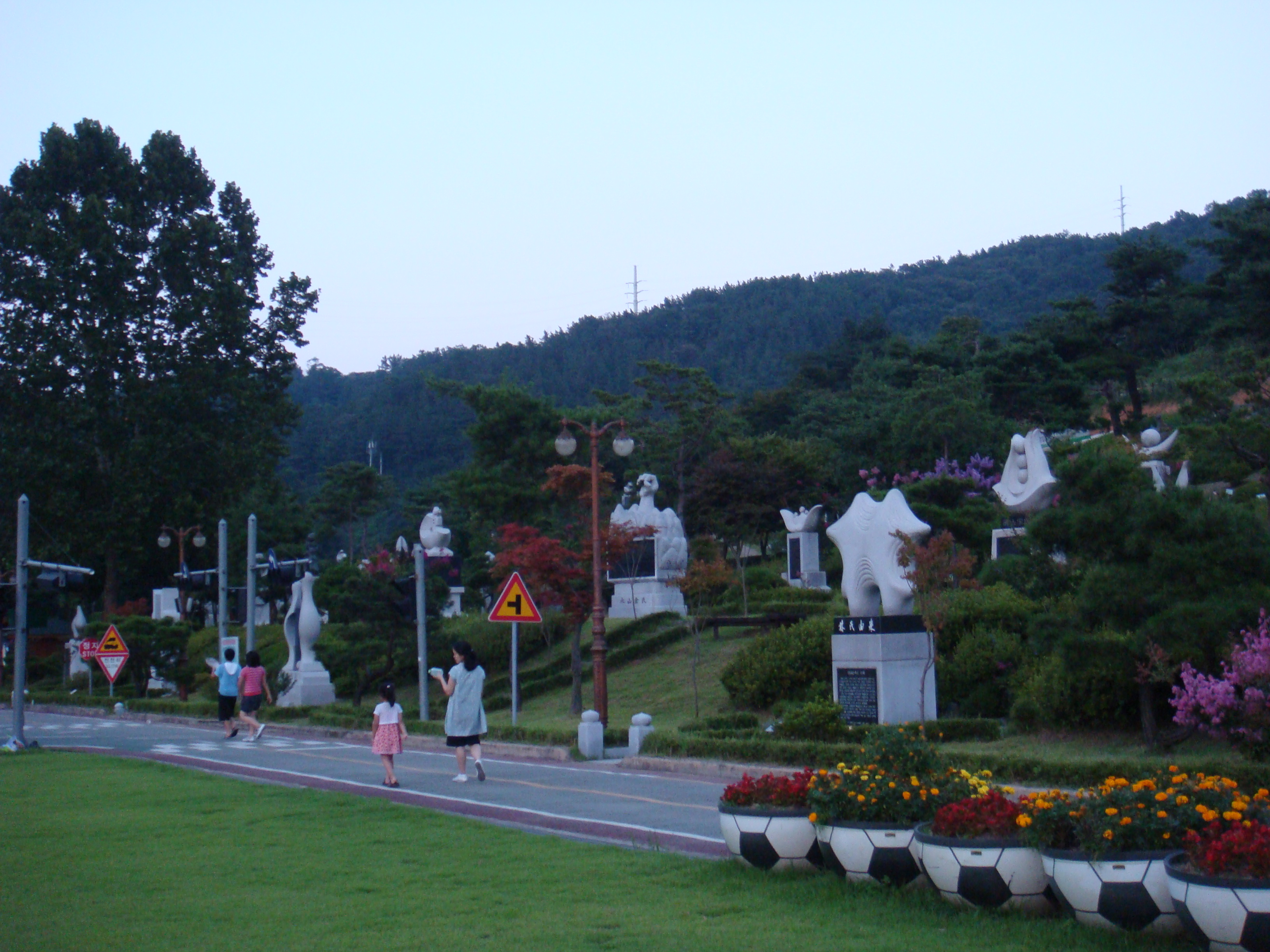
뿌리공원의 씨족 비

뿌리공원은 대한민국 대전광역시 중구 뿌리공원로 79에 있는 대중 공원으로 씨족의 유래와 역사를 주제로 꾸며져 있다. 대전광역시 근교의 오래된 물놀이 유원지를 다듬어 1997년 11월 뿌리공원으로 개장하였다.

## 주요 시설

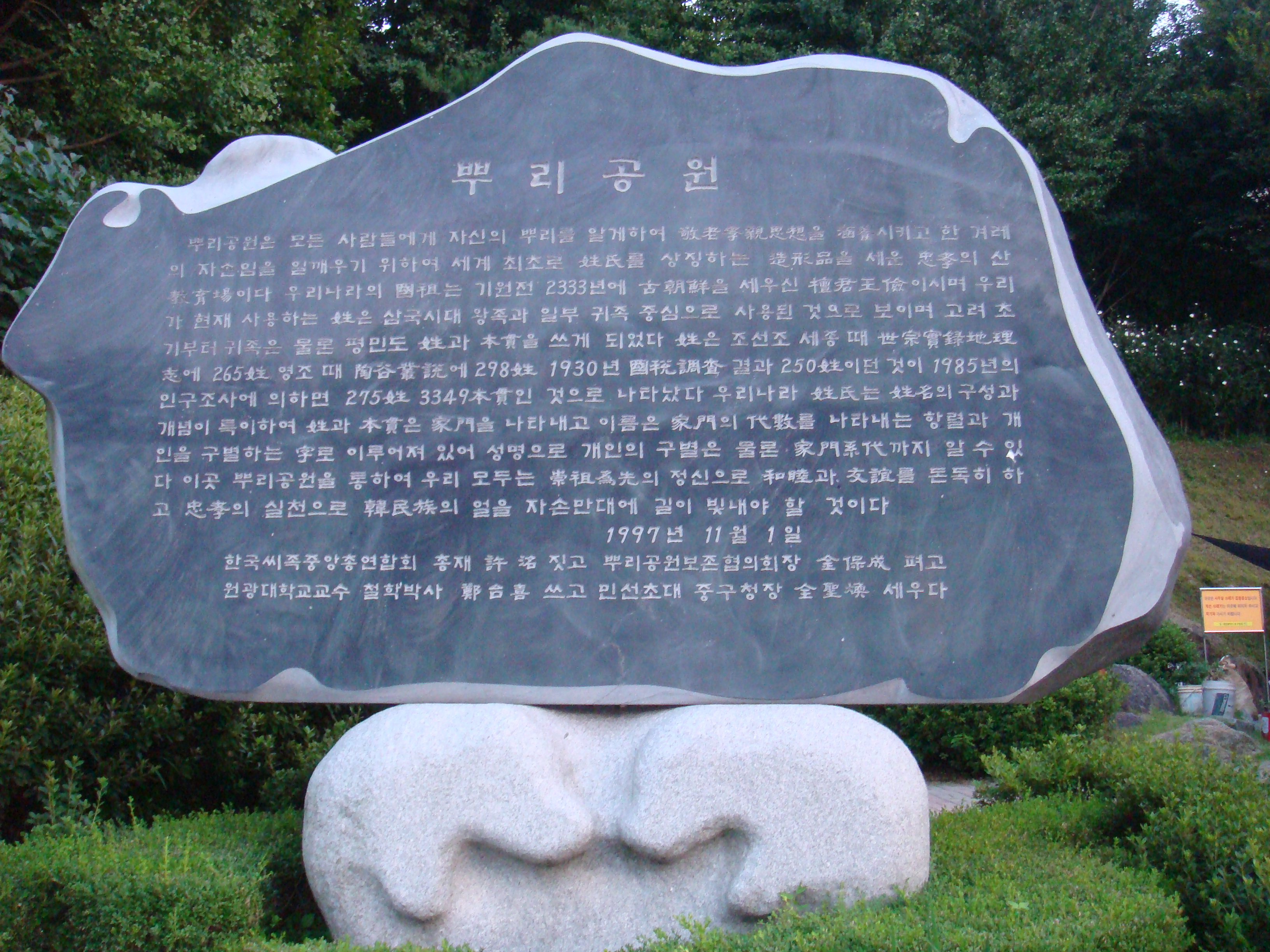
뿌리공원 건립비

공원내 "뱃놀이터"는 오리배를 탈 수 있는 선착장 시설을 갖추고 있다.
특히, 뿌리뱃놀이터에는 공원내 명물인 "먹"이라는 쓰레기 줍는 삽살견과 도심속 수달이 있는데 TV방송을 통해 여러차례 소개된 바 있다.